# Liga Nacional de Guatemala 1998-99
La Liga Nacional de Guatemala 1998/99 fue el cuadragésimo séptimo y último torneo de carácter anual a lo largo del fútbol guatemalteco de la Liga Nacional de Fútbol de Guatemala.  El campeón del torneo fue el Comunicaciones, consiguiendo su décimo séptimo título de liga.

## Equipos participantes
| Club                                   | Ciudad                    | Departamento   | Estadio                        | Capacidad |
| -------------------------------------- | ------------------------- | -------------- | ------------------------------ | --------- |
| Aurora Fútbol Club                     | Ciudad de Guatemala       | Guatemala      | Estadio del Ejército           | 13.300    |
| Azucareros Cotzumalguapa               | Santa Lucía Cotzumalguapa | Escuintla      | Estadio Ricardo Muñoz Gálvez   | 10.000    |
| Club Social y Deportivo Comunicaciones | Ciudad de Guatemala       | Guatemala      | Estadio Cementos Progreso      | 17.000    |
| Club Social y Deportivo Municipal      | Ciudad de Guatemala       | Guatemala      | Estadio Mateo Flores           | 25.000    |
| Club Social y Deportivo Suchitepéquez  | Mazatenango               | Suchitepéquez  | Estadio Carlos Salazar Hijo    | 10.000    |
| Cobán Imperial                         | Cobán                     | Alta Verapaz   | Estadio José Ángel Rossi       | 15.000    |
| Deportivo Carchá                       | San Pedro Carchá          | Alta Verapaz   | Estadio Juan Ramón Ponce       | 3.000     |
| Deportivo Escuintla                    | Escuintla                 | Escuintla      | Estadio Armando Barillas       | 10.000    |
| Deportivo Sacachispas                  | Chiquimula                | Chiquimula     | Estadio Las Victorias          | 9.000     |
| Deportivo Zacapa                       | Zacapa                    | Zacapa         | Estadio David Ordóñez Bardales | 10.000    |
| Universidad de San Carlos              | Ciudad de Guatemala       | Guatemala      | Estadio Revolución             | 10.000    |
| Xelajú Mario Camposeco                 | Quetzaltenango            | Quetzaltenango | Estadio Mario Camposeco        | 11.000    |

### Equipos por Departamento
| Departamento   | N.º | Equipos                                 |
| -------------- | --- | --------------------------------------- |
| Guatemala      | 4   | Aurora, Comunicaciones, Municipal, USAC |
| Alta Verapaz   | 2   | Carchá, Cobán                           |
| Escuintla      | 2   | Azucareros, Escuintla                   |
| Chiquimula     | 1   | Sacachispas                             |
| Quetzaltenango | 1   | Xelajú                                  |
| Suchitepéquez  | 1   | Suchitepéquez                           |
| Zacapa         | 1   | Zacapa                                  |

## Fase de clasificación
|  | Pos. | Equipos        | PJ | PG | PE | PP | GF | GC | Dif. | PTS | Clasificación                          |
|  | ---- | -------------- | -- | -- | -- | -- | -- | -- | ---- | --- | -------------------------------------- |
|  | 1º   | Comunicaciones | 22 | 15 | 5  | 2  | 47 | 17 | +30  | 50  | Hexagonal final y final del campeonato |
|  | 2º   | Aurora         | 22 | 9  | 9  | 4  | 28 | 18 | +10  | 36  | Hexagonal final                        |
|  | 3º   | Municipal      | 22 | 10 | 5  | 7  | 28 | 19 | +9   | 35  | Hexagonal final                        |
|  | 4º   | Universidad SC | 22 | 8  | 10 | 4  | 34 | 24 | +10  | 34  | Hexagonal final                        |
|  | 5º   | Azucareros     | 22 | 7  | 11 | 4  | 30 | 25 | +5   | 32  | Hexagonal final                        |
|  | 6º   | Zacapa         | 22 | 8  | 4  | 10 | 24 | 33 | -9   | 28  | Hexagonal final                        |
|  | 7º   | Carchá         | 22 | 7  | 6  | 9  | 34 | 37 | -3   | 27  |                                        |
|  | 8º   | Cobán Imperial | 22 | 6  | 8  | 8  | 25 | 25 | 0    | 26  |                                        |
|  | 9°   | Xelajú MC      | 22 | 6  | 6  | 10 | 23 | 35 | -12  | 24  |                                        |
|  | 10º  | Escuintla      | 22 | 5  | 8  | 9  | 23 | 39 | -13  | 23  |                                        |
|  | 11°  | Suchitepéquez  | 22 | 5  | 5  | 12 | 22 | 33 | -11  | 20  |                                        |
|  | 12°  | Sacachispas    | 22 | 5  | 5  | 12 | 21 | 34 | -13  | 20  | Playoffs de descenso                   |
|  |      |                |    |    |    |    |    |    |      |     |                                        |

## Fase final

### Hexagonal por el campeonato
|                                                         | Pos. | Equipos        | PJ | PG | PE | PP | GF | GC | Dif. | PTS | Clasificación        |
| ------------------------------------------------------- | ---- | -------------- | -- | -- | -- | -- | -- | -- | ---- | --- | -------------------- |
|                                                         | 1º   | Comunicaciones | 10 | 9  | 1  | 0  | 21 | 7  | +14  | 28  | Final del campeonato |
|                                                         | 2º   | Municipal      | 10 | 6  | 1  | 3  | 18 | 11 | +9   | 19  |                      |
|                                                         | 3º   | Aurora         | 10 | 2  | 6  | 2  | 17 | 17 | 0    | 13  |                      |
|                                                         | 4º   | Universidad SC | 10 | 2  | 4  | 4  | 16 | 21 | -5   | 10  |                      |
|                                                         | 5º   | Azucareros     | 10 | 2  | 3  | 5  | 11 | 15 | -4   | 9   |                      |
|                                                         | 6º   | Zacapa         | 10 | 0  | 3  | 7  | 12 | 24 | -12  | 3   |                      |
| Al ganar ambas fases, Comunicaciones obtiene el título. |      |                |    |    |    |    |    |    |      |     |                      |

## Campeón
| Campeón Temporada 1998-99 |
| Comunicaciones 17º Título |
| ------------------------- |

### Hexagonal por la permanencia
Se tomó en cuenta la tabla acumulada, por lo que no hubo partidos por el descenso.
|  | Pos. | Equipos        | PJ | PG | PE | PP | GF | GC | Dif. | PTS | Clasificación |
|  | ---- | -------------- | -- | -- | -- | -- | -- | -- | ---- | --- | ------------- |
|  | 1º   | Cobán Imperial | 32 | 11 | 11 | 10 | 39 | 33 | +6   | 44  |               |
|  | 2º   | Escuintla      | 32 | 10 | 10 | 12 | 41 | 49 | -8   | 40  |               |
|  | 3º   | Carchá         | 32 | 9  | 11 | 12 | 44 | 45 | -1   | 38  |               |
|  | 4º   | Sacachispas    | 32 | 9  | 10 | 13 | 36 | 45 | -9   | 37  |               |
|  | 5º   | Suchitepéquez  | 32 | 8  | 10 | 14 | 32 | 42 | -11  | 34  |               |
|  | 6º   | Xelajú MC      | 32 | 6  | 8  | 18 | 30 | 63 | -33  | 26  | Descendido    |
|  |      |                |    |    |    |    |    |    |      |     |               |

## Torneos internacionales
|                                                         | Pos. | Equipos                   | PJ | PG | PE | PP | GF | GC | Dif. | PTS | Clasificación               |
| ------------------------------------------------------- | ---- | ------------------------- | -- | -- | -- | -- | -- | -- | ---- | --- | --------------------------- |
|                                                         | 1º   | Comunicaciones            | 10 | 9  | 1  | 0  | 21 | 7  | +14  | 28  | Copa Interclubes UNCAF 1999 |
|                                                         | 2º   | Municipal                 | 10 | 6  | 1  | 3  | 18 | 11 | +9   | 19  |                             |
|                                                         | 3º   | Aurora                    | 10 | 2  | 6  | 2  | 17 | 17 | 0    | 13  | Copa Interclubes UNCAF 1999 |
|                                                         | 4º   | Universidad de San Carlos | 10 | 2  | 4  | 4  | 16 | 21 | -5   | 10  |                             |
|                                                         | 5º   | Azucareros                | 10 | 2  | 3  | 5  | 11 | 15 | -4   | 9   |                             |
|                                                         | 6º   | Zacapa                    | 10 | 0  | 3  | 7  | 12 | 24 | -12  | 3   |                             |
| Al ganar ambas fases, Comunicaciones obtiene el título. |      |                           |    |    |    |    |    |    |      |     |                             |